# Abri
Abri (Abrei, Abroi) su bili Ilirsko pleme iz antičkog doba. Stari Grci su ih poznavali kao poznavatelje recepta za spravljanje medovine, stimulativnog napitka od meda. Abri su vjerojatno su bili manji ogranak većeg plemena Taulanti, a živjeli su na područjima uz Jadransko more, između antičkog Epidamnusa (današnji Drač u Albaniji) i Skadarskog jezera, na obalama rijeke Drin. Susjedi na istoku su im bili Helidonci, na jugu spomenuti Taulanti, a na sjeveru Labeati.